# 炎龍騎士團系列角色列表
炎龍騎士團角色列表為戰略角色扮演遊戲《炎龍騎士團》相關角色介紹，「※」符號代表需符合特定條件才會登場或加入我方的遊戲角色。

## 炎龍騎士團 邪神之封印

### 我方人物
雷特
《炎龍騎士團 邪神之封印》作品主角，為羅特帝亞王國的前君王亞美達二世的次子。
小時在民間長大，至成年後由養父克隆口中得知先父遭王國將軍哈奇叛變而被謀殺的事情後，便決定擊倒哈奇立下復國之路。
成長轉職成王子之後也能使用基本的魔法
米蘭
雷特養父克隆的親生女，是一名女性法師。
在得知雷特立下復國之路的心願後，便決意支持跟隨雷特。
克隆
曾任羅特帝亞前君王亞美達二世的侍衛，在早年哈奇發動叛亂進攻王宮時，便攜帶尚年幼的雷特逃走。
在攜帶雷特逃亡時躲藏至小村落隱蔽生活，並扶養著雷特等待復國的機會。
艾利歐
由克隆所收養的孤兒，與雷特、米蘭之間的關係如親兄弟姊妹。
是熟悉武藝的戰士，並決心跟隨雷特的復國之路。
卡里斯
漂泊的流浪戰士，由「聖者」索尼克指點後自薦加入雷特一方的人物。
為少數在後續作品《炎龍騎士團II 黃金城之謎》、《炎龍騎士團 風之紋章》皆有登場的角色。
凱亞
前羅特帝亞王國戰士團團長，因不苟同哈奇的作為而遭襲擊，之後被雷特一行人所救。
巴拉多　　　　　
所屬羅特帝亞王國、性格豪邁的騎士，在遇見雷特一行人並得知內情後加入雷特的陣容。
巴拉多的親生子則在次作《炎龍騎士團II 黃金城之謎》登場。
希瓦那
羅特帝亞王國的騎士，為巴拉多的友人。
原先不解巴拉多加入疑似叛黨的雷特眾人，在暸解事實真相後也成為雷特陣營的一份子。
萊特
號稱「夢幻騎士」的神秘人物，由聖者索尼克推薦給雷特成為同伴。
洛加
為一名隱居森林的射手，是克隆的舊識。
在妻子安妮遭哈奇的軍隊擄走後，便加入雷特一行人以尋求妻子的下落。
莉娜
由妖精與人類混血的少女，有著優異箭術的射手，也能使用基礎的魔法。
因族人遭哈奇的部下萊卡斯所血洗，而誓言復仇。
索尼克
人稱「聖者」，有著強力魔法修行、廣博見聞的老法師。
與雷特先父亞美達二世為舊識，一路上為雷特引進有力的同伴及重要的指引。
紅武聖※　　　
聖族的三武聖之一，外型為東瀛忍者模樣的神秘人物。
平時隱藏於一處古代遺跡中，由索尼克告知雷特前去尋找以請求成為我方一份子。
藍武聖※
聖族的三武聖之一，外型如背負雙劍的俠客。
在天湖一帶的地方現身加入雷特的陣營。
黑武聖※
聖族的三武聖之一，外型如持拿西洋劍的劍士。
平時駐守靠近某處海岸一旁的神秘之塔中。
雷伊※
雷特的長兄，在年幼時於遭洗腦而成為名為「黑龍王」的強力戰士。

### 敵方人物
羅沙
由哈奇下令前去拘捕聖者索尼克的戰士。
沙達拉
由哈奇下令前去拘捕凱亞的戰士，先前及為凱亞的宿敵。
托巴※
管理某領主的戰士，原先與雷特一行人為敵，在得知實情後與雷特和解。
鐵尼
在荷里森林狙擊雷特一行人的射手。
布拉斯※
隸屬哈奇摩下、多次遇狙殺雷特的射手。
西斯達※
王國騎士，在天湖一帶現身欲拘拿雷特一行人。
萊卡斯
原屬王國騎士之一，在得知騎士長貝爾的兒子希瓦那加入雷特眾人後，便私下告密讓貝爾慘遭處死，之後成為騎士團的新團長。
是個心狠手辣的騎士，並曾屠殺莉娜的族人。
多拉※
駐守「東山道」的敵方法師。
布里德※
駐守「西山道」的敵方法師。
迪斯
擅長各種強力法術的王宮祭司，為哈奇叛亂王國的策劃主謀之一。
黑龍王
王宮內的神秘魔法戰士，有著不為人知的真實身份。
哈奇
原為王國的將軍，之後在迪斯的慫恿之下勾結魔族一同向王宮叛變，後自立為王。
達克妮絲※
於大邪神不在時的魔族的領導者，外表雖為女性但有著強力的魔力。
大邪神※
魔族一方的最強角色，多年前與聖族戰士對決時雖暫遭封印，但伺機在人類間製造紛爭，以尋求解開封印的時刻。

### 其他人物
安妮
射手洛加的妻子，實為哈奇的親妹妹。
貝爾
騎士希瓦那的父親，遭萊卡斯陷害後被處死。
是僅在遊戲對白中提及的人物。

## 炎龍騎士團II 黃金城之謎

### 我方人物
索爾
《炎龍騎士團II 黃金城之謎》作品男主角。身份為前作三武聖化身轉生的人形嬰兒，由前作角色雷特扶養長大成人。
有著喜好享受無拘無束的性格，在得知被雷特要求需接管羅特帝亞的王位而煩悶。之後為了護送悠妮回家而啟程了一個冒險。
悠妮
《炎龍騎士團II 黃金城之謎》作品女主角。是個喪失記憶、身份不明的神秘少女，被索爾推測因是來自馬拉大陸的人民，而與索爾一同前往馬拉大陸。
真實身份為來自上古高科技文明飛行堡壘「黃金城」的人造生命體，負責該堡壘的中樞控制。
亞雷斯
前作《炎龍騎士團 邪神之封印》角色巴拉多之子，與父親同為身任騎士一職。
與索爾是小時相識的玩伴，並能替性格容易衝動的索爾進行約束。和索爾一同為了護送悠妮前往了馬拉大陸。
希莉亞
女性人類射手，在看見打退盜賊的索爾一行人後、便自薦要加入索爾陣容幫忙帶路。
真實身份為馬拉大陸亞克斯王國的公主，心中對於索爾有著幕情。
貝克威
男性精靈射手，與賢者約拿有著交情。加入索爾一行人以尋找黃金城的謎團。
羅蘭
女性精靈射手，擔任精靈大法師希爾法的護衛。
鐵諾※
獨眼的劍士，其未婚妻卡羅那遭亞克斯王國大臣葛雷所害，為了復仇而加入索爾一行人。
蜜蒂※
隸屬亞克斯王國禁衛軍的劍士，有著超群劍藝及高傲的性格
羅德曼※
亞克斯王國的劍士，在遺跡一帶調查黃金城的謎團。與蜜蒂曾有一段曖昧的關係。
哈瓦特
持斧的人類戰士，有著強力的武技。
性格喜好交友，與精靈一族的人士都有交情。
哈諾
哈瓦特之子，同樣持斧的戰士，寡言但誠懇的性格。
洛娜
亞克斯王國的女性騎士，因不滿王宮內遭大臣葛雷控制、而轉向投靠希莉亞及索爾一方。
萊汀
亞克斯王國的禁衛騎士團團長，因個性耿直而遭大臣葛雷利用去拘拿希莉亞。之後得知實情後改投靠希莉亞及索爾一方。
蘭斯洛特
護守賢者約拿的神秘寡言騎士。
莎拉
為罕有專職龍騎士的穆拉一族女性，在聖靈之塔中加入索爾一行人。
凱麗※
女性武者，在與亞克斯王國軍起爭執時被索爾所救。
賽可邦勒
豹人武者，為凱麗的師兄。在拉卡湖中與其他豹人遭獸人大軍突擊。
卡里斯
前作《炎龍騎士團 邪神之封印》角色，為凱麗及賽可邦勒習武的師範，和索爾亦有交情。
與亞克斯王國劍士羅德曼，一同在遺跡處調查黃金城的謎團。
達克塞※
魔族武者，雖出身被視為邪惡的魔族，但本身不被受有心者所利用，並自薦索爾一行人。
瑪琳
被索爾請求為悠妮治療失憶症的女性僧侶。在發現自身能力無法治癒悠妮的症狀後，便提議索爾前去尋找賢者約拿幫忙，並一同加入索爾的冒險陣容。
索菲亞
亞克斯王國的祭司，守護著王國神殿歷代象徵「黃金徽章」。在王國內被大臣葛雷控制後被綁走，後備索爾一行人所救。
珊
與精靈射手貝克威有交情的女性精靈法師。
約拿
人稱「賢者」、博學多聞的大法師。
平時專研探索各種謎團，並多與神秘騎士蘭斯洛特一同行動。
希爾法
精靈族中的大法師，與賢者約拿為舊識。與約拿一同為索爾一行人找尋黃金城謎團有著不少的幫助。
亞齊梅吉
魔族首領的弟弟及王家的法師，有著企圖改變外界對魔族鄙視的看法、及促進魔族與其他種族能攜手合作的決心。
米亞斯多德
喜愛冒險旅行的龍人，在北山道遭獸人大軍追殺時被索爾所救。
凱拉斯
隸屬龍人聖寇拉斯戰士團的隊長，因曾大意讓帶領的軍隊遭敵人覆沒而有所愧疚，為了贖罪而加入索爾陣容。
巴拿羅西亞
龍人首領聖寇拉斯的侍衛，有著冷靜沉著的性格。
聖寇拉斯
龍人一族的首領，有著能接納被眾人敵視的魔族的包容心。
謝多
居住黑森林的豹人忍者，平時與森林中的精靈族往來。
蓋亞
悠妮身旁的神秘、沉默的人造機兵，負責保護悠妮的安全。
於次作《炎龍騎士團外傳 風之紋章》再次登場的角色。
渥德※
因身上機器中樞受損而停止運作的人造機兵，之後被悠妮修復後再次啟動。

### 敵方人物
卡特那　　　　　
曾任亞克斯王國的女性劍士，之後轉向成為其他盜賊團的首領。
薩卡
馬拉大陸上獸人族的首領，唆使獸人在馬拉大陸上製造動亂。
瑪爾
「死亡骷髏」兵團的女性首領，曾被騎士萊汀勸說轉善，但之後仍承受不住外界對於自身身份的壓力而放棄。
地魔神
由空魔神創造的外型如岩石所堆積的生命體，為背後引發亞克斯王國動亂的元兇。
冰魔神
由空魔神創造的外型如冰藍色肌膚女性的生命體，駐守在冰島一帶的敵人。
風魔神
由空魔神創造的外型如歌舞伎模樣、手持薙刀的生命體，在聖靈之塔等待襲擊著索爾一行人。
火魔神
由空魔神創造的外型如祭司模樣的生命體，在蘇維火山裡攻擊龍人首領聖寇拉斯帶領的軍隊。
空魔神※
與悠妮同為為控制黃金城中樞系統的人造人，企圖以黃金城上的高科技兵器入侵馬拉大陸，為一切動亂背後的煽動者。

### 其他人物
迪恩
為《炎龍騎士團 邪神之封印》中角色雷特及米蘭的親生兒子，雖有著優異的處事能力但較於文弱，而讓雷特決心將王位改傳給索爾。是個僅於遊戲對白中提及的角色。
卡納恩三世
亞克斯王國的君主，且為希莉亞的父親。在王國遭葛雷控制後被敵人綁走。

## 炎龍騎士團外傳 風之紋章

### 我方人物
蘭迪斯
《炎龍騎士團外傳 風之紋章》作品男主角。是名由包含女武神及人類血統的混血兒。
小時因母親瑪茜離奇失蹤，以及父親巴特莫名地突然離世，而對自己的出身感到質疑。
之後在遇見索爾後，為了一解心中的迷惑而踏上旅程。
法蓮娜
《炎龍騎士團外傳 風之紋章》作品女主角。身俱強大的魔法潛能，並為葛斯洛喀教教主迪歐的養女。
從小被葛斯洛喀教團灌輸要服從平衡之神的教旨，但之後外出結識蘭迪斯一行人逐漸改變了心中的想法。
尤利安
平時有些膽小傻氣的僧侶，在外出歷練時遇上蘭迪斯一行人。
真實身份則為亞克斯王國歷代最年輕的教皇「聖杜克蘭十七世」。
亞克
是個力行騎士之道的年輕修行騎士。
費塔加
冷靜、沉著的冰魔導士，平時在各地旅行以增廣見聞。
裘娜
女性傭兵。在競技場中比武輸給蘭迪斯一行人後，加入了對方。
布蘭多
一名善於修改製造機器的老技師，有打造一架能讓自己飛行的器具。
蓋亞
前作《炎龍騎士團II 黃金城之謎》的角色。為一名由古代高科技打造的機兵，之後被布蘭多修復後再次啟動。
琴琴
年僅十二歲的少女武鬥家，為前作角色卡里斯的子弟。
瑪莉安
年輕的女性射手，與蘭迪斯一行人合作前往羅特帝亞王國拯救被陷害的索爾。
蘭斯洛特
前作《炎龍騎士團II 黃金城之謎》登場的騎士。在蛇口之道的路徑中現身援助蘭迪斯一行人。
在《炎龍騎士團外傳 風之紋章》小說版裡則未登場。
珊
前作《炎龍騎士團II 黃金城之謎》登場的妖精女性法師。於遊戲末段章節中現身援助蘭迪斯一行人。
在《炎龍騎士團外傳 風之紋章》小說版裡則未登場。
索爾
前作《炎龍騎士團II 黃金城之謎》登場的主角。在接任羅特帝亞王國的王位後因難以忍受不自由的日子，而偷偷外出冒險尋求刺激。
在冒險的路上雖遭敵人以毒器暗算，但被蘭迪斯拯救，之後提議與蘭迪斯一同外出冒險。
但在索爾偷偷外出冒險之餘，自身及羅特帝亞王國則遭葛斯洛喀教團的暗算。

### 敵方人物
薩德拉
仗勢欺人的主教，之後被身為教皇的尤利安所指責。
地獄三鬥神
由以女性格鬥家席拉為首，以及薩達特及巴魯兩名男性鬥士組成的團體，以拘殺武者卡里斯為目標。
巫湯婆婆
持有能穿梭陰陽兩界神秘能力的老婆婆。
死神
掌控冥界的神祇。
汎拉佩
葛斯洛喀教的魔戰將軍之一，法力強大的魔導士。
薩克斯
葛斯洛喀教的魔戰將軍之一，以巨大茅槍為武器的武人。
布魯森
葛斯洛喀教的魔戰將軍之一，手持長刀的劍士。
在《炎龍騎士團外傳 風之紋章》小說版裡則設定為費塔加的親弟弟。
凱因巴
葛斯洛喀教的魔戰將軍之一，手持巨府的獨眼戰士。
在索爾偷偷外出冒險之時，以魔力變化成假索爾後混入王宮裡製造動亂。
吉歐
葛斯洛喀教的教主，及法蓮娜的養父。
企圖將「平衡之神」引渡到人間裡，以便推翻掉羅特帝亞王國、打造出心中理想的世界。
平衡之神※
外型如甲殼類生物、為葛斯洛喀教崇拜的魔神。

### 其他人物
巴特
藍迪斯的父親，為一名孰悉草藥醫療學識的人類。
瑪茜
藍迪斯的母親，為女武神之一。
因與人間界的男子巴特相戀而自願放棄武神的身份，在生下蘭迪斯後遭平衡之神擄走。
凱倫諾特
瑪茜的大姐，性格強勢的女武神。
艾芙蘿拉
瑪茜的二姐，性格沉穩冷靜的女武神。
絲卡蒂亞
瑪茜的小妹，性格活潑友善的女武神。
亞雷斯
前作《炎龍騎士團II 黃金城之謎》登場的角色。在羅特帝亞王宮中擔任大臣一職。
希莉亞
前作《炎龍騎士團II 黃金城之謎》登場的角色。在《炎龍騎士團外傳 風之紋章》小說中登場，為索爾的妻子。
潔西卡
在《炎龍騎士團外傳 風之紋章》小說中登場的角色，為索爾及希莉亞的女兒。
卡里斯
前作《炎龍騎士團II 黃金城之謎》登場的角色。養育及教導著琴琴，最後遭地獄三鬥神所殺害。